# Caso Invercaria
El caso Invercaria es una causa judicial en la que están implicadas varias personas políticas y empresarias de Andalucía en relación a la empresa pública de capital riesgo Invercaria debido a la irregularidad de varias de las inversiones y contratos suscritos por los dirigentes de Invercaria con algunas empresas andaluzas.

## Piezas separadas

### Aceitunas Tatis
La empresa Aceitunas Tatis, S.L. se constituyó el 27 de septiembre de 2004 en el municipio jienense de La Carolina como empresa de comercio al por mayor y por menos de productos alimenticios. En los hechos probados de la causa, se describe que en fecha no determinada, pero en todo caso anterior a enero de 2009, la administradora única de la empresa, Gracia Rodríguez Cortés, «acuciada por las deudas y la deficiente situación económica» de la empresa, solicitó un aval a la agencia IDEA, que le fue concedido el 19 de enero de 2009. La Fiscalía asevera que la situación económica de la mercantil era «de tal gravedad» que, «a pesar de contar con la concesión del aval tras la tramitación del pertinente expediente, no pudo ser formalizado, debido a que la empresa no obtenía financiación por medios privados, de tal manera que terminó renunciando al aval».
Antes de junio de 2009, aprovechando que le habían puesto en contacto con Pérez-Sauquillo, la administradora de Aceitunas Tatis se presentó en Invercaria y logró entrevistarse personalmente con el presidente. Tras la reunión, la empresa obtuvo un préstamo de 100 000 euros en lo que la Fiscalía tildó de «decisión personal» de Pérez-Sauquillo. Se da por probado además que la documentación en poder de Invercaria sobre la empresa se aportó con posterioridad a la concesión del préstamo, saltándose por tanto el orden lógico de actuaciones. Gracia Rodríguez solicitó más tarde una nueva ayuda de 350.000 euros, que fue denegada. El préstamo participativo de 100.000 euros sí fue concedido el 19 de junio de 2009, aunque el destino del dinero no fue el declarado, si no que fue destinado a pagar a acreedores de la empresa.
La Fiscalía Anticorrupción solicitó seis años de cárcel para Tomás Pérez-Sauquillo por malversación, así como una compensación solidaria conjunta con Gracia Rodríguez Cortés de 108.732,22 euros en favor de Invercaria.
La Sección Primera de la Audiencia de Sevilla sentenció el 23 de enero de 2023 que Tomás Pérez-Sauquillo era culpable de prevaricación, por lo que le impuso una pena de tres años y medio de cárcel, junto a un tiempo igual de inhabilitación y la compensación solidaria íntegra solicitada por Anticorrupción.

### Fumapa
Fumapa, S.L. era una empresa de carpintería metálica propiedad del empresario Fulgencio Canales Rodríguez que recibió en 2009 un préstamo contabilizado como subvención por parte de Invercaria de 359.581,60 euros, cuando la empresa arrastraba un patrimonio negativo de 26.000 euros desde dos años antes y no se había sometido a una auditoria en 2007.
La mitad de la inversión fue transferida a otra mercantil, Fumafra, S.L. también dedicada a la carpintería metálica y propiedad de Francisco Gutiérrez Cañizares.
La causa de Fumapa fue la cuarta pieza de la macrocausa de Invercaria. En la misma, Anticorrupción solicitó dos años y medio de cárcel para el empresario de la sociedad y salpicó a Cristóbal Cantos, director de promoción de Invercaria, que si bien solicitó la necesidad ed contar con una auditoria de las cuentas de la sociedad en el ejercicio de 2007, calificó a la empresa de «un perfil positivo para recomendar la inversión solicitada».
La Sala Primera de la Audiencia de Sevilla absolvió a tres miembros del consejo de administración de Invercaria en la causa de las ayudas a Fumapa: Isabel de Haro Aramberri, Jacinto Cañete y Ramón Martín López; y condenó a Tomás Pérez Sauquillo a tres años y un día de cárcel (prevaricación y malversación de caudales), y al empresario Fulgencio Canales Rodríguez a un año y seis meses de cárcel e inhabilitación absoluta durante tres años (inductor de un delito de malversación).

### Fundación Surgenia/Centro Tecnológico Andaluz de Diseño
Entre 2006 y 2011, la sociedad de la diseñadora Juana Martín recibió varios préstamos participativos que llegaron a sumar 850 000 euros en total para desarrollar su proyecto empresarial que, finalmente, fue a la quiebra.
La pieza separada en esta empresa se refiere a la inversión entre 2008 y 2009 para un proyecto de moda-hotel junto a la presentación de una nueva marca, registrada como «Cónica Juana by Juana Martín».
Finalmente, la audiencia de Sevilla absolvió en 2021 tanto a Juana Martín como a Tomás Pérez Sauquillo, Antonio Nieto y Cristóbal Cantos al entender que en este caso concreto, las pérdidas no daban por probados los delitos de prevaricación y malversación, pues los préstamos habían cumplido los procesos de estudio, negociación, formalización, seguimiento de las operaciones y concesión, no siendo por tanto préstamos arbitrarios.

### Operador Aéreo Ándalus
La pieza separada de Operador Aéreo Ándalus se refiere a una malversación de hasta 1 860 000 euros por el que se imputó a cinco personas: José María Martín Delgado, Tomás Pérez-Sauquillo, Isabel de Haro y los hermanos Guerrero Ros a los que se les puso una fianza de 1,3 millones de euros por persona.

### Servivation
Servivation fue la quinta pieza separada de la macrocausa de Invercaria. Se refiere a un préstamo participativo de 1 186 000 euros en 2008 que, según el propio Tomás Pérez-Sauquillo, se concedió porque la orden «vino de arriba». Según la investigación, la orden fue dada por Francisco Vallejo Serrano, entonces consejero de Innovación, Ciencia y Empresa de la Junta de Andaucía e implicado también en el escándalo de los ERE en Andalucía.
En 2017 el juzgado acordó procesar a Vallejo por esta causa. En 2023, fecha en la que se esperaba que tuviera lugar el juicio, éste fue aplazado por el estado de salud de Tomás Pérez-Sauquillo.

### Lolita Canalla
La empresa Lolita Canalla era una compañía en proceso de disolución al solicitar la concesión de préstamo. En esta pieza, además de Tomás Pérez-Sauquillo, fueron imputados María Malo e Ignacio Jarillo, responsables de la compañía. Fue tras una reunión con el segundo cuando el préstamo comenzó a tomar forma en Invercaria.
Sin embargo, en el transcurso del juicio, la sala dio por probada la versión de Pérez-Sauquillo en la que se desligaba de que el préstamos hubiera sido una «decisión personal» suya asegurando que el se «desconecto» del tema tras la reunión con Jarillo. Así, la sala achacó a una serie de irregularidades fortuitas la concesión del préstamo sin apreciar delitos de prevaricación o malversación de fondos.

### FIVA
Ferias Internacionales Virtuales de Andalucía (FIVA) fue un proyecto por el que se recibieron 716 000 euros de inversión pública para sacarlo adelante, no obteniendo ningún resultado.
En la pieza separada, fueron imputadas doce personas, entre ellas Tomás Pérez-Sauquillo y Laura Gómiz así como empresarios y otros exaltos cargos de la Junta de Andalucía.
En 2023, la Audiencia de Sevilla absolvió a los doce encausados al descartar que hubiera habido «desviación de poder» o se hubiera pretendido generar el «lucro privado de los socios» en el fallido proyecto.

### Own Spa
En enero de 2007, el ex directivo del Sevilla y actual presidente del Cádiz C. F., Manuel Vizcaíno Fernández junto a su hermana solitiaron un préstamo a Invercaria para una empresa que constituyeron al mes siguiente, la cual fue desestimada por «reparos» por el director de Promoción sin necesidad de pasarlo al departamento de Análisis e Inversiones.
Pese a esta oposición y la falta de análisis, Pérez-Sauquillo, a título personal, decidió conceder la ayuda que se materializó en una prima de asunción y un préstamo participativo el 11 de febrero de 2009 que ocasionó un perjuicio total de 304 044,33 euros al erario público.
Finalmente, en 2022 la Audiencia de Sevilla absolvió de los delitos a los tres implicados (Manuel Vizcaíno Fernández, su hermana y Tomás Pérez-Sauquillo), al entender que sólo se habían ejecutado 150 000 euros del préstamos participativo y que la evolución del mercado pudo explicar los imagos posteriores. La misma sala sentenció que los implicados indemnizarían en esa cantidad a Inverseed SCR.

### Bioaveda
En abril de 2009, Pérez-Sauquillo firmó un préstamo de 90 000 euros a la sociedad Bioaveda, con anotaciones de los departamentos de análisis de Invercaria como «débil imagen en el mercado», «dudas sobre la patentabilidad» de los productos y «debilidades en la estructura del proyecto». En noviembre del mismo año, también acordó la ampliación del vencimiento de un préstamo participativo de 2006, también de 90 000 euros, a pesar de que Bioaveda no había acreditado las inversiones comprometidas para su justificación.
El juicio, que iba a tener lugar en 2023 fue retrasado por el estado de salud del imputado. Finalmente será juzgado en 2025.